# 스비리강

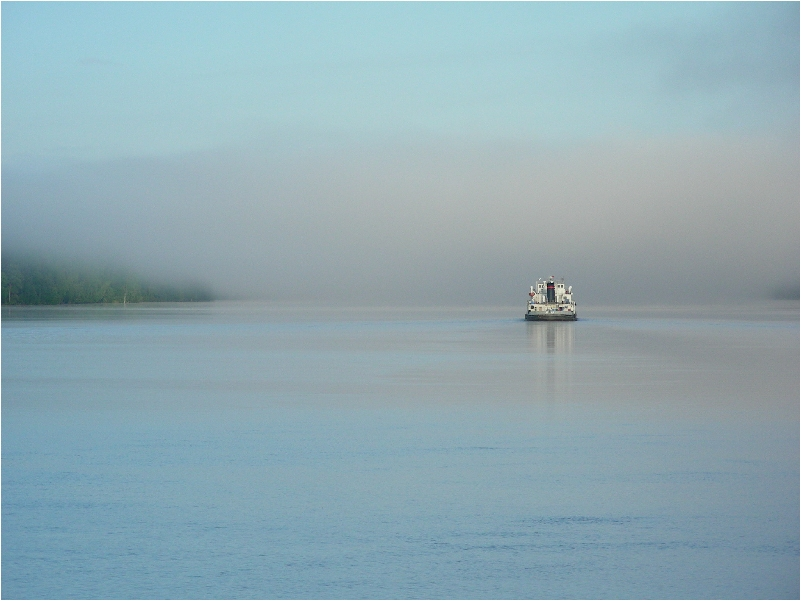

스비리강(러시아어: Свирь, 핀란드어: Syväri, 에스토니아어: Sviri, 벱스어: Süvär’)는 오네가호와 라도가호를 연결하는 강이다. 유럽의 가장 큰 두 개의 호수를 연결하고 동카렐리야의 남쪽 국경에 접해 있다. 알렉산드르스비르스키 수도원이 위치해 있고, 거의 잘 알려지지 않은 굴라그가 위치해 있었다.